# سیارک ۴۰۶۷
سیارک ۴۰۶۷ (به انگلیسی: 4067 Mikhelʹson، نامگذاری:1966TP) چهار هزار و شصت و هفتمین سیارک کشف شده‌است که در ۱۱ اکتبر ۱۹۶۶ کشف شد.
قدر مطلق سیارک برابر ۱۳٫۰۰ است.